# Al-Chiraqī
Abū l-Qāsim ʿUmar b. al-Ḥusayn b. ʿAbdallāh al-Chiraqī (arabisch أبو القاسم عمر بن الحسین بن عبد الله  الخرقی; geboren vor oder um 911 in Bagdad; gestorben 945 oder 946 in Damaskus) war ein sunnitischer Jurist der hanbalitischen Rechtschule.

## Frühe Jahre und Werdegang
Über den Werdegang al-Chiraqīs ist wenig bekannt, jedoch erhielt er seine erste Ausbildung wahrscheinlich von seinem Vater Abū ʿAlī al-Chiraqī (gestorben 912 n. Chr.), der selbst ein prominenter Gelehrter der hanbalitischen Rechtsschule war und zahlreiche Überlieferungen (Ahadith) übermittelte, darunter solche von Abū ʿUmar al-Durī al-Muqriʾ, ʿAmr b.ʿAlī al-Basrī und anderen. Er war eng mit den Gefährten des Gründers der Rechtsschule, Aḥmad b. Ḥanbal, in Bagdad verbunden, vor allem mit seinem Lehrer Abū Bakr, Aḥmad b. Muḥammad b. al-Ḥaddschādsch al-Marwudhī (gestorben September 888), einem damals bekannten Vermittler von Ḥadīthen und Lehrmeinungen von Ibn Ḥanbal.
In Bagdad war er auch Schüler der Söhne des Begründers der Schule Ahmad ibn Hanbals, welche die Verbreitung der Schriften ihres Vaters besorgten. Zu seinen bekannten Schülern zählen Personen wie Ibn Baṭṭa al-ʿUkbarī (gestorben 387/997), Abū l-Ḥasan al-Tamīmī, ʿAbd al-ʿAzīz b. al-Ḥārith (gestorben 982) und andere. Ibn Baṭṭa war der bekannteste Überlieferer nach al-Chiraqī, denn noch Ibn Hadschar al-ʿAsqalānī, (gestorben 1449 in Kairo) erhielt das Werk mit einer lückenlosen Überlieferungslinie von Ibn Baṭṭa.
Durch seine Studien erwarb er seine Reputation als führender Rechtsgelehrter.
Der berühmte Stadtchronist von Bagdād al-Chatīb al-Baghdādī berichtet, dass ʿAlī ibn Abī Tālib dem al-Chiraqī im Traum erschien und zu ihm sagte: „Wie schön ist die Bescheidenheit der Reichen gegenüber den Armen“. Al-Chiraqī erwiderte: „Erzähle mir mehr, o Beherrscher der Gläubigen!“, woraufhin dieser antwortete: „Und noch viel schöner ist der Stolz der Armen auf den Reichen.“ Als ʿAlī seine Handfläche erhob, bemerkte Al-Chiraqī darauf folgendes: „Du warst tot und wurdest ein Lebender, bald jedoch wirst Du wieder ein Toter sein. Also baue Dir ein Zuhause in der ewigen Wohnstätte und gib Deine Wohnstatt in der Vergänglichkeit auf.“
Über seinen Weggang aus Bagdad ranken sich widersprüchliche Berichte; es wurde vermutet, dass er nach Damaskus umsiedelte, da die Schiʿiten damit anfingen, die Gefährten des Propheten öffentlich zu beleidigen. Angesichts der Tatsache jedoch, dass diese Praxis bereits länger innerhalb der Partei ʿAlīs im Irak existierte, darf der Wahrheitsgehalt dieser Annahme bezweifelt werden, ebenso wie die Annahme, dass er durch körperliche Gewalt ums Leben gekommen sei. In der Fachliteratur finden sich jedoch Hinweise darauf, dass al-Chiraqī mit der Ankunft der schiʿitischen Buyiden von Baghdad nach Damaskus geflohen sei. Bei seiner Ankunft habe die hanbalitische Rechtsschule dort bereits Fuß gefasst. Šams ad-Dīn al-Nābulūsī erwähnt in einem seiner Werke, bezugnehmend auf eine ältere Quelle, dass Al-Chiraqī deshalb ermordet worden sei, weil er eine nicht näher spezifizierte Praxis öffentlich als munkar kritisierte; hierfür sei er ausgepeitscht worden und erlag den dadurch erlittenen Verletzungen. Diese Überlieferung ist jedoch bei keinem anderen Biographen zu finden, weshalb ihr Wahrheitsgehalt zweifelhaft ist. Solche Erzählungen entstanden erst lange nach dem Ableben al-Chiraqīs.

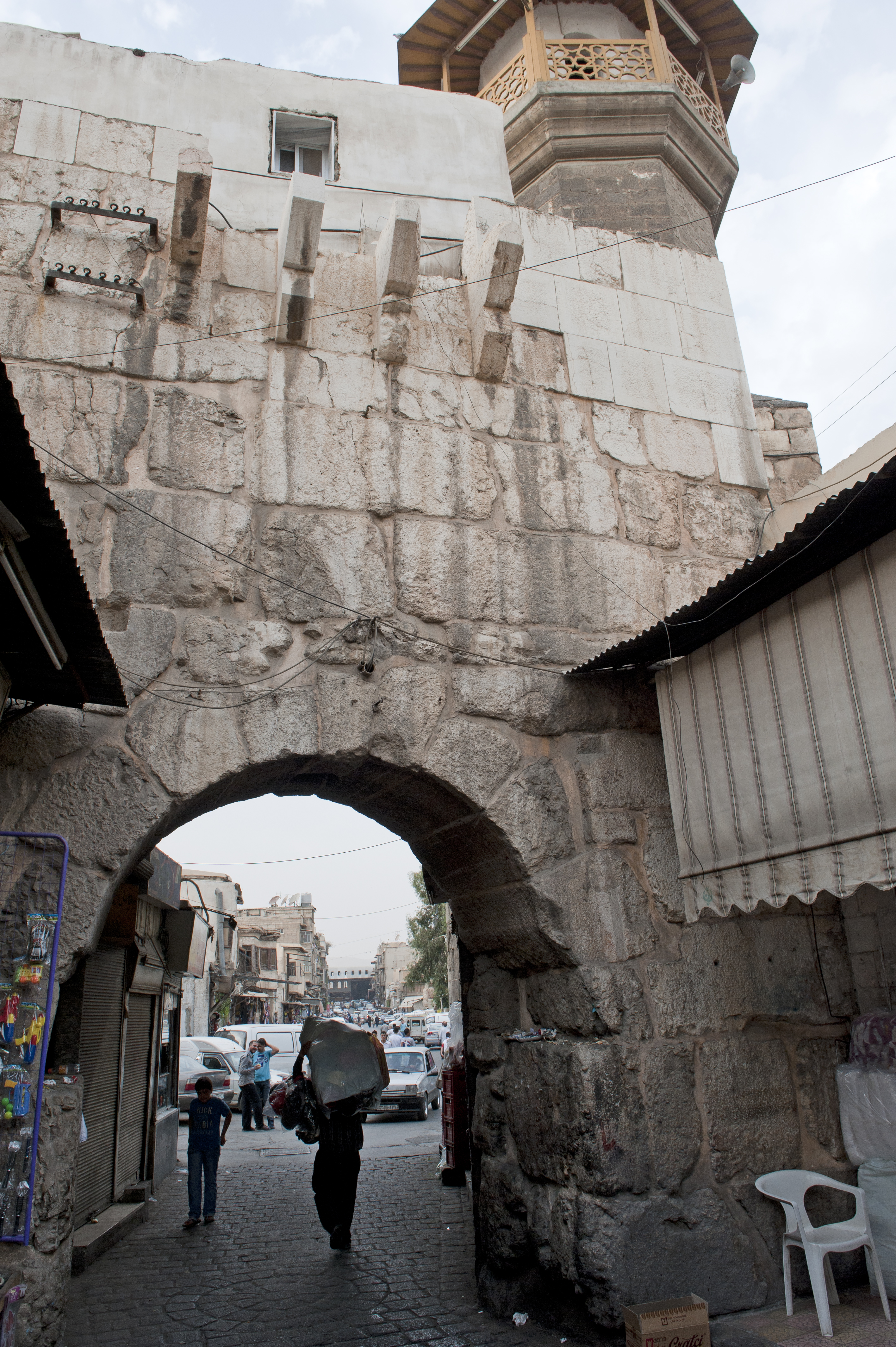
Bab as-saghir

Der Biograph adh-Dhahabī, (gestorben 1348 in Damaskus) weiß noch zu berichten, dass al-Chiraqīs Grab auf dem Friedhof am
„kleinen Stadttor“ („maqbarat bāb as-saghīr“) in Damaskus sichtbar und als Besuchsort („yuzāru“) bekannt war. Auch al-Chatīb al-Baghdādī (gestorben 1071) suchte das Grab auf. Ibn ʿAsākir, der berühmte Stadtchronist von Damaskus, widmet ihm in seinem siebzig Bände umfassenden Werk nur eine Seite und benutzt dabei überwiegend Quellen irakischen Ursprungs.

## Werke
Das Werk al-Mukhtaṣar fī ʾl-fiqh (Grundriss der Rechtswissenschaft), auch bekannt als Mukhtaṣar al-Chiraqī, gilt als das erste Lehrbuch und Abhandlung über die Rechtsnormen in der hanbalitischen Rechtsschule überhaupt. Dieses Werk wird auf das Jahr 930 datiert, da Chiraqī darin empfiehlt, die Pilger sollen den Schwarzen Stein besuchen, falls dieser vorhanden wäre. Diese Bemerkung deutet auf ein geschichtliches Ereignis dieser Zeit hin, bei dem der genannte schwarze Stein von den Qarmaten, einer radikalen schiʿitischen Sekte entwendet wurde. Dieser wurde jedoch erst wieder im Jahr 950 an seinen Platz zurückgebracht; dies war das Jahr, in dem al-Chiraqī starb.
Das genannte Werk erfreute sich bei den Hanbaliten auch über viele Generationen hinaus großer Beliebtheit, Abū Isḥāq al-Barmakī merkte an, dass in dem Werk über 2400 Rechtsfragen abgehandelt worden wären. Weniger als 100 dieser fatāwā wurden zum Gegenstand eines Ichtilāf innerhalb der Rechtsschule, wobei führende Persönlichkeiten wie Ibn Ḥāmid, al-Ḥasan b. Ḥāmid b.ʿAlī b. Marwān (gestorben 403) aus Bagdad Al-Chiraqī vor der Behauptung in Schutz nahmen, er habe sich in der Darstellung der Rechtsfragen geirrt. Das Werk al-Mukhtaṣar fī ʾl-fiqh erlangte dennoch seinen Status als Standardwerk für Studenten des Fiqh, welches vor allem als Einführung in die Grundlagen der hanbalitischen Rechtsschule verwendet wurde. Ibn Ḥāmid hat dann die Meinungsverschiedenheiten innerhalb der hanbalitische Schule in seinem Tahdhīb al-adschwiba (Zusammenfassung der Rechtsfragen) erörtert und auf die Interpretationen der überlieferten Aussagen Ibn Ḥanbals mit seinen Kommentaren dargestellt.
Die erste Generation, die das Werk – zu dem zahlreiche Kommentare verfasst wurden – studierte, waren die Anhänger von al-Chiraqī selbst und gaben dessen Lehren entsprechend weiter. Seit dem Wirken des madhhab-Gründers Ahmad ibn Hanbal ist al-Chiraqīs Werk eine der Grundlagen der Rechtsschule. Der hanbalitische Rechtsgelehrte Ibn Qudāma sowie andere Gelehrte kannten das genannte Werk auswendig. Außerdem wurden Werke verfasst, die auf den Ansichten und Lehren von al-Chiraqī basierten. Eines davon ist das enzyklopädische Werk al-Mughnī von Ibn Qudāma, das jedoch kaum biographische Daten zu al-Chiraqī enthält.
Al-Chiraqī soll auch andere Werke verfasst haben, diese sind aber nicht erhalten. Nach Ibn Abī Yaʿlā war der Grund dafür, dass al-Chiraqī seine Privatbibliothek bei seiner Flucht aus Bagdad bei einem Freund untergebracht hatte und diese später einem Feuer zum Opfer fiel.
Ibn Qudāma fasst die Vita von al-Chiraqī in der Einleitung seines oben genannten Hauptwerkes al-Muġnī kurz zusammen und hebt die Bedeutung von dessen al-Mukhtaṣar lobend hervor, der auf insgesamt 248 Druckseiten entsprechend den in den islamischen Rechtswissenschaften (Fiqh) anerkannten Kapiteln und in Übereinstimmung mit der Lehre der Hanbaliten kurzgefasst darstellt. In derselben Anordnung zitiert Ibn Qudāma in seinem oben erwähnten 17 Bände umfassenden Werk zunächst das Grundwerk von al-Chiraqī mit seiner anschließenden und sehr detaillierten Erörterung der darin vorgestellten Grundsätze. In der Einleitung lobt er das Buch von al-Chiraqī als ein gesegnetes, nützliches und zusammenfassendes Werk, „wodurch wir Segen erlangen“ („fa-natabarraku bi-kitābihi“). An dieser Stelle greift allerdings der Herausgeber in seiner Fußnote ein: „das ist eine Übertreibung von ihm,(d.i. Ibn Qudāma) Gott habe ihn selig. Denn es gibt kein Buch, an dessen Segen man glauben kann außer am Buch des allmächtigen Gottes. Denn Er sagt: ‚Und es‘ (d. h. die koranische Offenbarung) ‚ist eine von uns hinabgesandte, gesegnete Schrift‘ (Sur. 6, Vers 92.). Somit ist Er unfehlbar. Andere Bücher sind jedoch Fehlern unterworfen. Gott ist allwissend.“

## Ansichten über al-Chiraqī
Führende Gelehrte des Islam, darunter auch Ibn Kathir lobten Al-Chirakī als einen herausragenden Gelehrten der hanbalitischen Rechtsschule und Diener Gottes; er sei, so Ibn Kathir, ein Mann mit exzellenten Qualitäten und außerordentlicher religiöser Hingabe gewesen. In seiner Dissertation weist Amir Khalid auf die ausgezeichneten Eigenschaften al-Chiraqis, nicht nur als Rechtsgelehrten, sondern auch als Autor hin. Al-Chiraqī sei nicht nur auf Rechtsthemen verschiedener Natur eingegangen, sondern er habe zunächst eine Definition der abzuhandelnden Rechtsfragen gegeben, außer in den Fällen, in denen er es nicht für notwendig hielt. Eine der herausragenden Charaktereigenschaften al-Chiraqīs sei es gewesen, so schreibt Khalid weiter, dass er Rechtsfragen in einer klaren und verständlichen Form wiedergeben konnte. Eine weitere Eigenschaft seiner Abhandlungen war die Tatsache, dass er in seinem Werk nicht nur Rechtsfragen erörterte und abhandelte, sondern im Anschluss diese noch diskutierte; er tat dies auf eine Art und Weise, mit der er die Aufmerksamkeit des Lesers gleich auf das nächste Rechtsthema lenkte, das er abzuhandeln gedachte.
Eine weitere Eigenschaft seiner Abhandlungen waren seine hervorragenden Kenntnisse der Rechtsquellen, die er zur Beantwortung der Rechtsfragen verwendete. Wenn er sich auf andere Gelehrte bezog (er tat dies insbesondere bei Ahmad ibn Hanbal), so tat er dies in einer standardisierten Form und verwendete hierfür dessen Kunya. Al-Chiraqī war sehr bedacht, was die Präsentation der von ihm dargelegten Informationen betraf. Er vermochte es, eine große Bandbreite von Fakten mit nur wenigen Worten zusammenzufassen. Diese Eigenschaft manifestiert sich beispielsweise in seiner Erzählung über den bereits erwähnten Diebstahl des Schwarzen Steins.
Die Wichtigkeit al-Chiraqīs wird auch von anderen Rechtsgelehrten betont, die ihre Werke auf al-Mukhtasar aufbauten, wie zum Beispiel Yahya bin Muhammad al-Sarsari, der in 2770 metrischen Versen abhandelte, wobei er sich hauptsächlich auf das genannte Werk stützte.
Trotz der Wichtigkeit al-Chiraqīs und seiner Werke, gab es auch Kritik an dessen Ansichten, so beispielsweise vom Bagdader Ghulām al-Khallāl, ʿAbd al-ʿAzīz b. Dschaʿfar b. Aḥmad (gestorben 974) der al-Chiraqī nicht nur in neun Rechtsfragen widersprach, außerdem noch in achtundneunzig anderen Punkten (laut anderen Quellen waren es sechzig), sondern dessen Interpretationen der Lehren Ahmad b. Hanbals gänzlich ablehnte. In seiner Dissertation erwähnt Khalid, dass die tatsächliche Anzahl an Streitpunkten wahrscheinlich sogar noch höher lag und dass er selbst bei einer Zählung auf einhundert und neun solcher Differenzen gestoßen sei.

## Kommentare
Einer der frühen Kommentare zum Mukhtaṣar al-Chiraqī stammt von Abū-ʾl-Ḥusain al-Samʿūn, Muḥammad b. Aḥmad b. Ismāʿīl aus Bagdad (gestorben 997), der auch als Überlieferer des Mukhtaṣar selbst – zusammen mit Ibn Batṭa – im Fahrasa-Werk von Ibn Ḥadschar (S. 408) erscheint. Ein weiterer Kommentar geht auf al-Ḥasan b. Ḥāmid b. ʿAlī b. Marwān Abū ʿAbd Allāh al-Baghdādī (gestorben 1011), der nach dem heutigen Stand der Forschung nicht erhalten ist. Der Kommentar von Ibn al-Farrāʾ (gestorben 1066) liegt fragmentarisch vor; eine Abschrift davon befindet sich in der Al-Zahiriyah-Bibliothek in Damaskus. Als einer der bedeutendsten Kommentare gilt der von Ibn Qudāma al-Maqdisī (gestorben 1223 in Damaskus). Dieser wurde in zwölf Bänden von Rashid Rida in Kairo (1922–1930), sowie von der Maktabat al-Qāhira in zehn Bänden im Jahr 1968 herausgegeben. Die heute weit bekannte und verwendete Edition des Mughnī ist die Arbeit des ägyptischen Gelehrten und Editors ʿAbd al-Fattāḥ Muḥammad al-Ḥilw in 14 Bänden, (2. Auflage. Kairo, 1992). In der kritischen Edition selbst sind insgesamt 24 Handschriften der Ägyptische Nationalbibliothek (Dār al-kutub al-miṣrīya) und der Azhar-Bibliothek – viele davon aus mehreren Bänden (ǧuzʾ) bestehend – benutzt worden. Ihre Beschreibung steht im 1. Band, S. 37–56.
Der 1303 Seiten umfassende fünfzehnte Band ist nur den Registern gewidmet. Die gesamte Edition ist auf Anordnung des Emīrs Turkī b.ʿAbd al-ʿAzīz Āl Saʿūd im „Dienste der Wissenschaft und ihrer Schüler“ kostenlos zu verteilen.
In der Chester Beatty Library in Dublin befindet sich ein weiterer Kommentar, der jedoch bisher (Stand 2023) nicht herausgegeben wurde und von Abū Ṭālib ʿAbd ar-Raḥmān b. ʿUmar b. Abī ʾl-Qāsim al-Baṣrī stammt.
Zwei Kommentare, ein vollständiger sowie ein unvollständiger, stammen von ʿAbd Allāh al-Zarkašī al-Miṣrī. Der unvollendete Kommentar wurde später von einem Gelehrten der hanbalitischen Rechtsschule vervollständigt. Manche Kommentare wurden nicht nur prosaisch, sondern bisweilen auch in metrischer Form veröffentlicht.

## Übersetzungen
Basierend auf der 3. Ausgabe des Werks Mukhtaṣar al-Chiraqī wurden auch Übersetzungen in die englische Sprache unter Berücksichtigung des Kommentars von Ibn al-Farrāʾ angefertigt, eine davon im Jahr 1968 in Kairo. Dabei wurde auch auf fehlende Passagen in der ein oder anderen Ausgabe eingegangen, Fachbegriffe wurden übersetzt und erörtert.